# アソビラボ
『アソビラボ』は、2013年10月3日から2014年9月25日まで日本テレビで放送されたミニ番組。全51回。コロプラの一社提供番組。
放送時間は毎週木曜日21:54 - 22:00（JST）だが、『秘密のケンミンSHOW』や『ダウンタウンDX』（いずれも読売テレビ制作）の拡大版などによって繰り下がる場合がある。また繰り下げなどによって、放送時間が3分に縮小される事もある。

## 内容
架空の研究所を舞台に、遊び好きの博士と博士よりも優秀なロボットの助手くんが、懐かしい遊びを現代風にアレンジし紹介する。
2014年6月26日放送分からOPが変更された。

## 出演
- アソビラボ所長 ふかわりょう博士：ふかわりょう
- ロボットの助手くん：水卜麻美（日本テレビアナウンサー、声の出演）

## 放送リスト

### 2013年
| 回 | 放送日   | 遊び           | 工夫                                           | 備考                |
| -- | -------- | -------------- | ---------------------------------------------- | ------------------- |
| 1  | 10月3日  | 折り鶴         | モーターを取り付け羽ばたかせる                 | 20:57 - 21:00に放送 |
| 2  | 10月10日 | かくれんぼ     | 全身をミラーで覆い風景に同化させる             | 22:54 - 23:00に放送 |
| 3  | 10月17日 | ミニカー       | 超伝導板を付けて冷やし磁石レールで走らせる     |                     |
| 4  | 10月24日 | 縄跳び         | 縄にLEDライトを入れて光らせる                  |                     |
| 5  | 10月31日 | 砂遊び         | スピーカー上に砂を乗せた板を置いて音を鳴らせる | 23:19 - 23:25に放送 |
| 6  | 11月7日  | 糸電話         | 糸電話を7つ並べて音階を作る                    |                     |
| 7  | 11月14日 | けん玉         | ヘリウム入り風船を「玉」にする                 | 22:54 - 23:00に放送 |
| 8  | 11月21日 | スーパーボール | 大中小の3個のボールを重ねる                    | 22:54 - 23:00に放送 |
| 9  | 11月28日 | ポックリ       | パーツを入れた缶を8つ作る                      |                     |
| 10 | 12月5日  | にらめっこ     | カメラを取り付けたヘルメットを被る             |                     |
| 11 | 12月12日 | おはじき       | カップ麺の器の底にモーターとプロペラを付ける   |                     |
| 12 | 12月19日 | ドッジボール   | ボールの中に錘を入れる                         | 22:54 - 23:00に放送 |
| 13 | 12月26日 | 影絵           | 「光の三原色」を使う                           | 23:27 - 23:30に放送 |

### 2014年
| 回                                                 | 放送    | 遊び                 | 工夫                                                                                    | 備考                |
| -------------------------------------------------- | ------- | -------------------- | --------------------------------------------------------------------------------------- | ------------------- |
| 14                                                 | 1月2日  | 凧                   | 凧にモーターを取り付ける                                                                | 23:24 - 23:30に放送 |
| 15                                                 | 1月9日  | ブランコ             | プロジェクターで屋外風景を映す                                                          | 22:54 - 23:00に放送 |
| 16                                                 | 1月16日 | フラフープ           | フラフープにケミカルライトとLEDを入れる                                                 |                     |
| 17                                                 | 1月23日 | お絵描き             | キャンパス上にテレビモニターとカメラを取り付け、 シャッターを30秒開け、ペンライトを振る |                     |
| 18                                                 | 1月30日 | 豆まき               | 自転車の空気入れで豆まき                                                                |                     |
| 18                                                 | 1月30日 | 豆まき               | コンプレッサーで豆まき                                                                  |                     |
| （2月6日はソチオリンピック開幕直前番組のため休止） |         |                      |                                                                                         |                     |
| 19                                                 | 2月13日 | だるまさんが転んだ   | サングラスを掛け、レーザー光線を潜る                                                    |                     |
| 20                                                 | 2月20日 | 空飛ぶ絨毯           | 小型ヘリに付けたカメラの映像をモニター サングラスに映す                                 |                     |
| 21                                                 | 2月27日 | けんけんぱ           | プロジェクターで輪を映す                                                                |                     |
| 22                                                 | 3月6日  | 風車                 | 羽根にプログラミングした発光装置を付ける                                                |                     |
| 23                                                 | 3月13日 | びっくり箱           | アクリル板を入れた箱を上から映す                                                        |                     |
| 24                                                 | 3月20日 | 大縄跳び             | 「発電床」の上でLED縄を回す                                                             | 22:54 - 23:00に放送 |
| 25                                                 | 3月27日 | 着せ替え             | データ写真をカメラで読み取って映す                                                      | 22:54 - 23:00に放送 |
| 26                                                 | 4月3日  | にらめっこ           | カメラで離れた相手の顔をマスクに映す                                                    | 22:54 - 23:00に放送 |
| 27                                                 | 4月10日 | 魚気分になれる眼鏡   | 船底のカメラからゴーグルモニターに映す                                                  | 22:54 - 23:00に放送 |
| 28                                                 | 4月17日 | 虫気分になれる眼鏡   | 棒に付けたカメラからゴーグルモニターに映す                                              |                     |
| 29                                                 | 4月24日 | 変幻自在な積み木     | CGの積み木を作る                                                                        |                     |
| 30                                                 | 5月1日  | どこでも泳げる鯉幟   | 中に風船を詰め、モーター付き尾びれを付ける                                              |                     |
| 31                                                 | 5月8日  | 折り鶴2号            | 和紙で作りモーターで羽ばたかせる                                                        |                     |
| 32                                                 | 5月15日 | 迷路                 | モニターゴーグルを付けて巨大迷路でボールを運ぶ                                          |                     |
| 33                                                 | 5月22日 | 竹馬                 | 軽金属とプラスチックで作り、体の動きを トレースさせる                                   |                     |
| 34                                                 | 5月29日 | スローの世界         | 「助手くん」の目をスローが見える様改造                                                  |                     |
| 35                                                 | 6月5日  | 椅子取りゲーム       | タブレットで発信器付き椅子を感知する                                                    |                     |
| 36                                                 | 6月12日 | 紙芝居               | タブレットをかざしストーリーに合った映像を合成                                          |                     |
| 37                                                 | 6月19日 | 傘                   | 傘に付けたライトを光らせる                                                              | 21:57 - 22:00に放送 |
| 38                                                 | 6月26日 | 遠近法を利用した写真 | サッカーボールをカメラの近くにする                                                      |                     |
| 38                                                 | 6月26日 | 廊下に寝ころんで撮影 | カメラを90度向け、髪に針金を仕込む                                                      |                     |
| 39                                                 | 7月3日  | ボウリング           | 人の入った巨大ボールで巨大ピンを倒す                                                    | 22:54 - 23:00に放送 |
| 40                                                 | 7月10日 | トリックムービー     | ジャンプ瞬間を駒撮りし、 飛んで移動する電車ごっこ                                       | 22:54 - 23:00に放送 |
| 40                                                 | 7月10日 | トリックムービー     | スイカを均等カットして駒撮りし、 キレイに割れたスイカ割り                               | 22:54 - 23:00に放送 |
| 40                                                 | 7月10日 | トリックムービー     | 鏡を利用した分身輪投げ                                                                  | 22:54 - 23:00に放送 |
| 41                                                 | 7月17日 | 段ボールソリ滑り     | プラスチック段ボールでソリを作る                                                        | 22:54 - 23:00に放送 |
| 42                                                 | 7月24日 | 花火                 | 1cmの花火を作る                                                                         |                     |
| 43                                                 | 7月31日 | 接写                 | 「助手くん」にアップできるカメラを取り付ける                                            |                     |
| 44                                                 | 8月7日  | 折り鶴3号            | ブライスバンで作りモーターで羽ばたかせる                                                |                     |
| 45                                                 | 8月14日 | 黒板                 | ヘリウム入りシャボン玉を飛ばす                                                          |                     |
| 46                                                 | 8月21日 | スローの世界         | （第34回と同じ）                                                                        |                     |
| 47                                                 | 8月28日 | 折り紙               | 写真をパソコンで紙に映し折る                                                            |                     |
| 48                                                 | 9月4日  | 竹トンボ             | モーターで発電し羽のLEDライトに蓄電させて飛ばす                                         |                     |
| 49                                                 | 9月11日 | トントン相撲         | フィギュア化したい物をデータ化し樹脂で固めて製作                                        |                     |
| 50                                                 | 9月18日 | 滑り台               | 楽器の弦を滑り台に並べる                                                                |                     |
| 51                                                 | 9月25日 | かくれんぼ           | メガネモニターにサーモグラフィー映像を送る                                              | 22:57 - 23:00に放送 |

## スタッフ
- 企画演出：石田一利
- 制作協力：AX-ON
- 製作著作：日本テレビ